# Xã Summerset, Quận Adair, Iowa
Xã Summerset (tiếng Anh: Summerset Township) là một xã thuộc quận Adair, tiểu bang Iowa, Hoa Kỳ. Năm 2010, dân số của xã này là 996 người.